# Bol (vaisselle)
Pour les articles homonymes, voir Bol et Bowl.
Le bol est un élément de vaisselle utilisé pour une variété de fonctions, allant de la préparation des aliments au service des repas. 
Les bols peuvent être fabriqués à l'aide de divers matériaux : en céramique (terre cuite, grès, faïence, porcelaine), en métal, bois, verre (pyrex, mélamine, polyéthylène, etc.). Selon leur matériau, les bols peuvent être utilisés pour réchauffer des aliments au micro-ondes.
Plusieurs variantes de bols existent : avec des oreillettes qui servent de poignées, sans oreillettes, avec une poignée, unicolores, décorés, etc.

## Historique

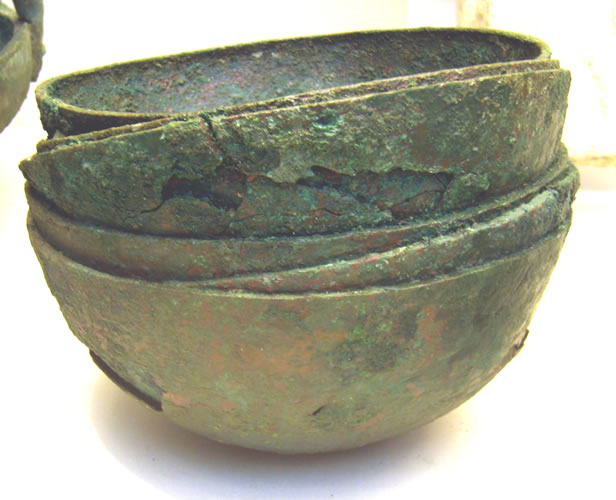
Bols en bronze, âge du bronze (British Museum).

### Préhistoire
Les archéologues ont découvert des bols en pierre datant de l'âge de pierre.
Certains exemples méditerranéens de l'âge du bronze témoignent d'une décoration élaborée et d'une conception sophistiquée. Par exemple, un modèle de récipient à goulot en forme de pont a été trouvé sur le site minoen de Phaistos.
Durant le 4e millénaire avant J.-C, dans l'ancienne Mésopotamie, à la période d'Uruk des écuelle à bords biseautés étaient produites de manière standardisée à grande échelle. En outre, la poterie chinoise comporte de nombreux bols et autres récipients peints de manière très élaborée datant de l’époque néolithique. En 2009, le plus ancien bol découvert date de 18 000 ans.

### Antiquité

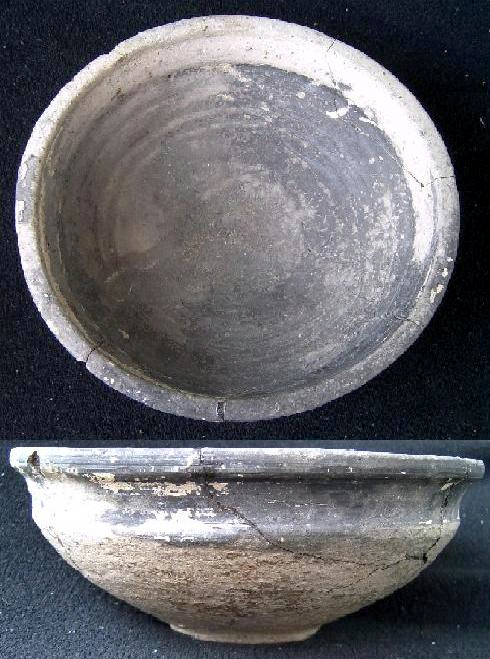
Bol romain en terre cuite, IIe siècle.

Dans la Grèce antique, on utilisait de petits bols, notamment des patères, ainsi que des coupes en forme de bol appelées kylix. Les phiales étaient utilisées pour les libations et comportaient une petite bosse au centre pour que le bol puisse être tenu avec un doigt, bien qu'une source[Qui ?] indique qu'elles étaient utilisées pour contenir du parfum plutôt que du vin.

### Moyen Âge
Au Moyen Âge, les bols étaient souvent fabriqués à partir de bois, de cuir ou de corne. Les bols en métal étaient également populaires à cette époque.

### Époque moderne
De nos jours, les bols sont disponibles dans une grande variété de matériaux, allant de la céramique à l'acier inoxydable en passant par le plastique.

## Types de bols
Il existe de nombreux types de bols différents.
1. Bols à mélanger : Ces bols sont souvent utilisés pour mélanger des ingrédients ou pour préparer des sauces ou des marinades. Ils sont disponibles dans une grande variété de tailles et de matériaux, allant du plastique au verre en passant par l'acier inoxydable.
2. Bols de service : Ces bols sont souvent utilisés pour servir des plats tels que des salades, des soupes ou des ragoûts. Ils sont disponibles dans une grande variété de tailles et de matériaux, allant du bois au verre en passant par la céramique.
3. Bols à fruits : Ces bols sont souvent utilisés pour stocker des fruits ou des légumes frais. Ils sont souvent fabriqués à partir de matériaux tels que la céramique, le bois ou le verre.
4. Bols à soupe : Ces bols sont conçus pour contenir des soupes, des ragoûts ou des pâtes. Ils sont souvent profonds et ont un fond plat pour les maintenir stables sur la table. Ils sont disponibles dans une grande variété de matériaux, allant de la céramique à l'acier inoxydable.
5. Bols à salade : Ces bols sont souvent utilisés pour préparer et servir des salades. Ils sont disponibles dans une grande variété de tailles et de matériaux, allant de la céramique au bois en passant par le verre.

## Galerie d'images

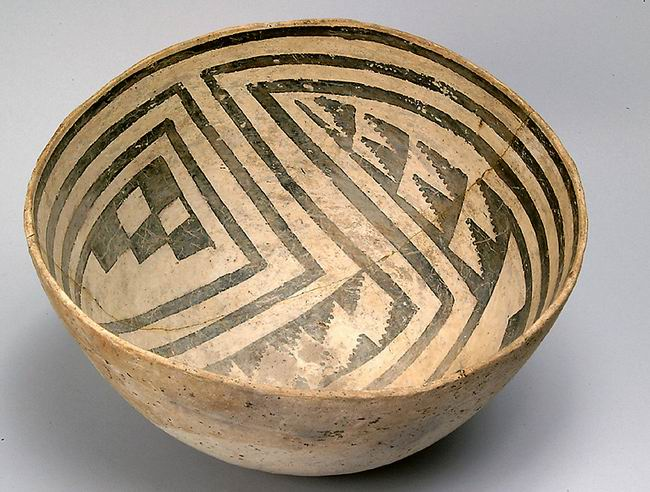
Bol en céramique précolombien (culture Anasazi, Xe siècle).
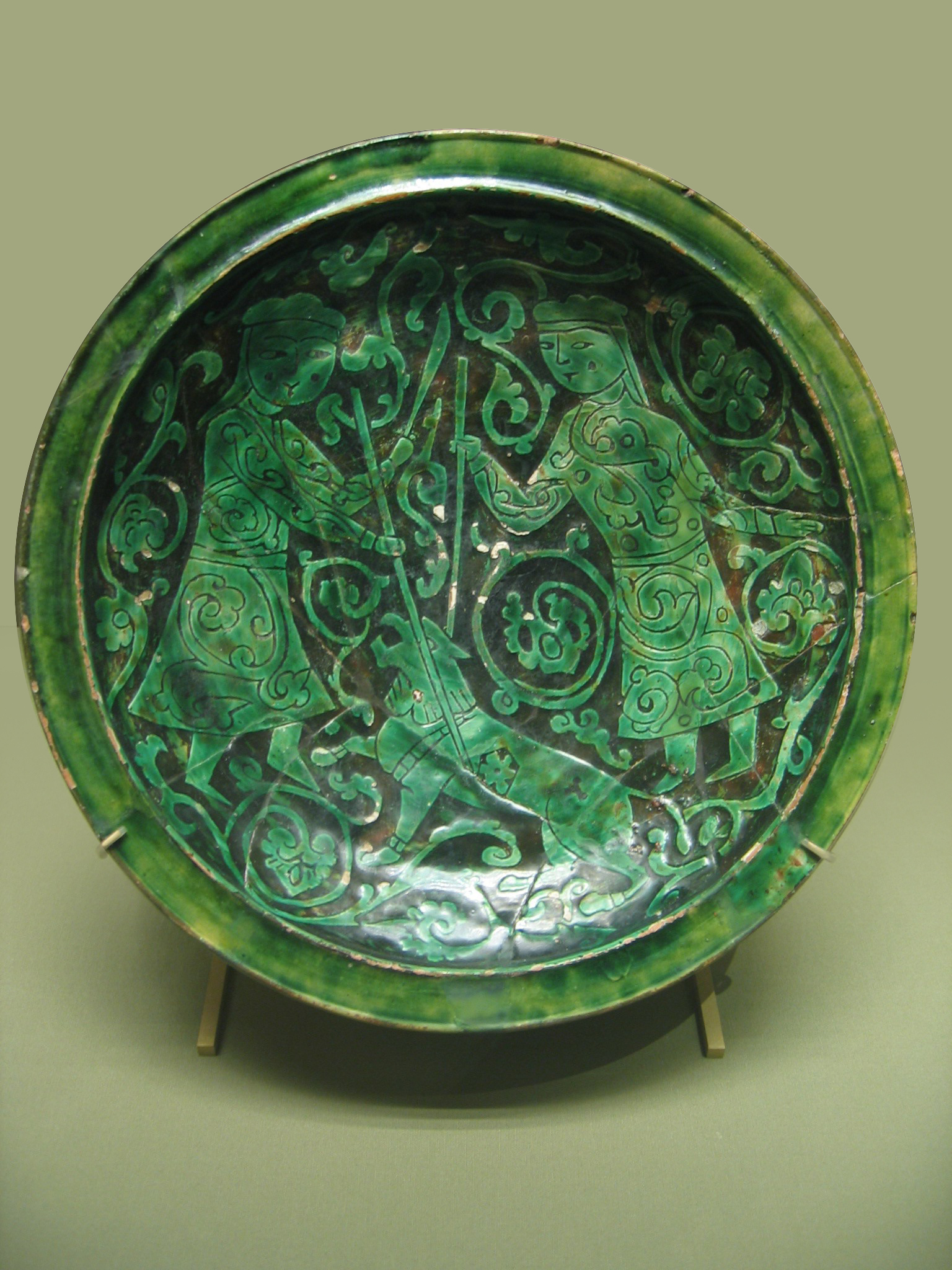
Bol iranien XIIe siècle (Musée du Louvre).
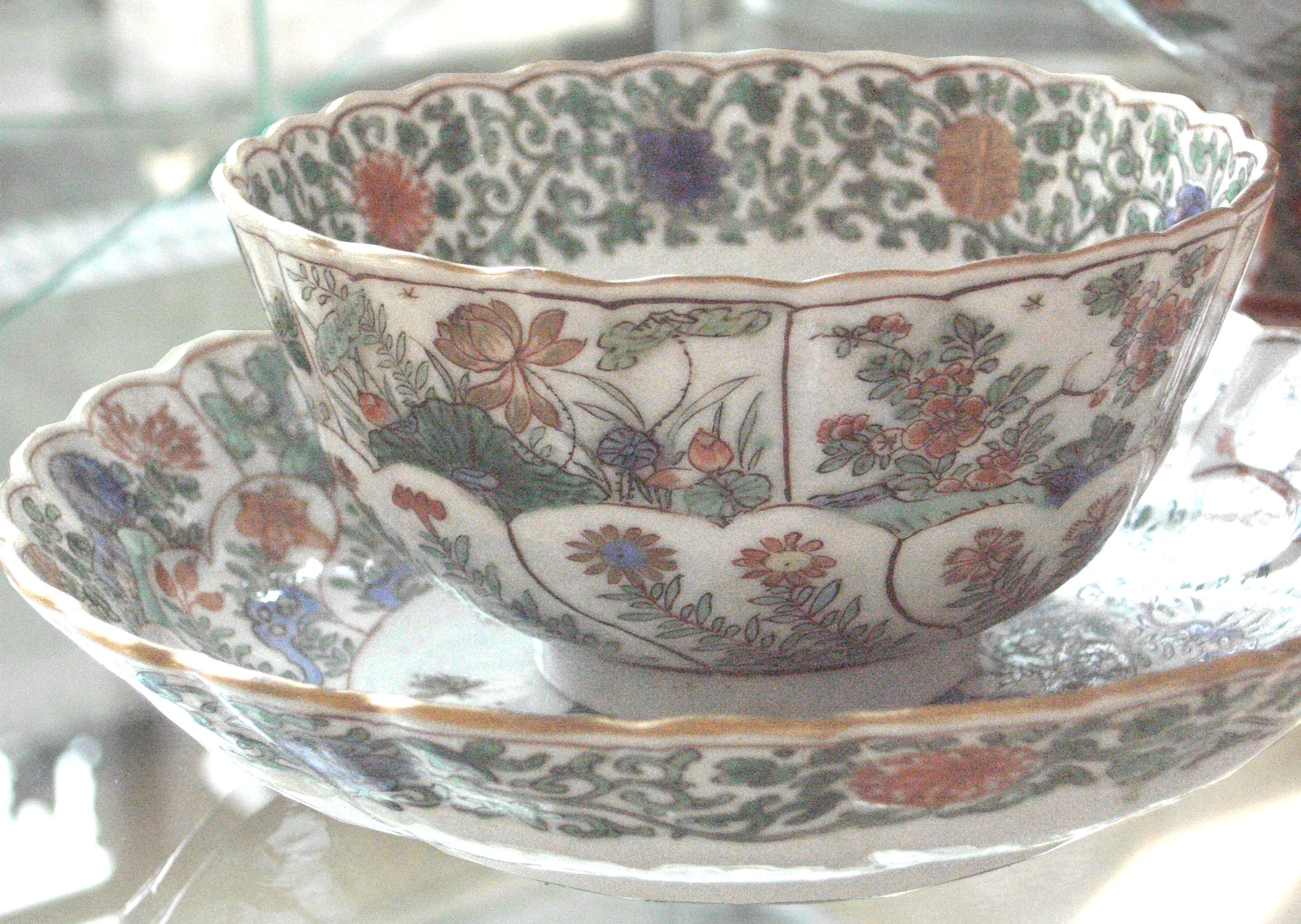
Bol en porcelaine chinois, époque Qing.
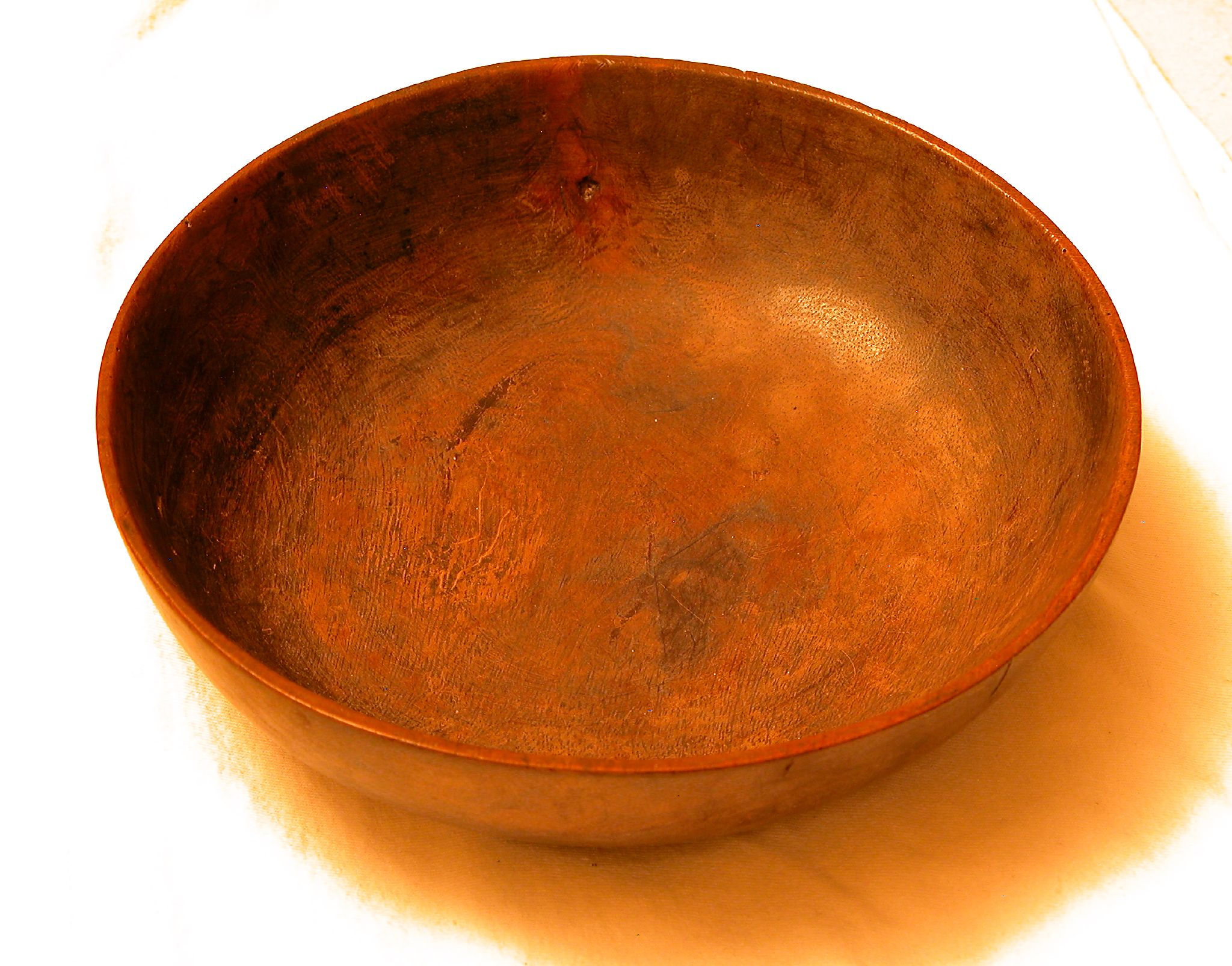
En bois, Indonésie.
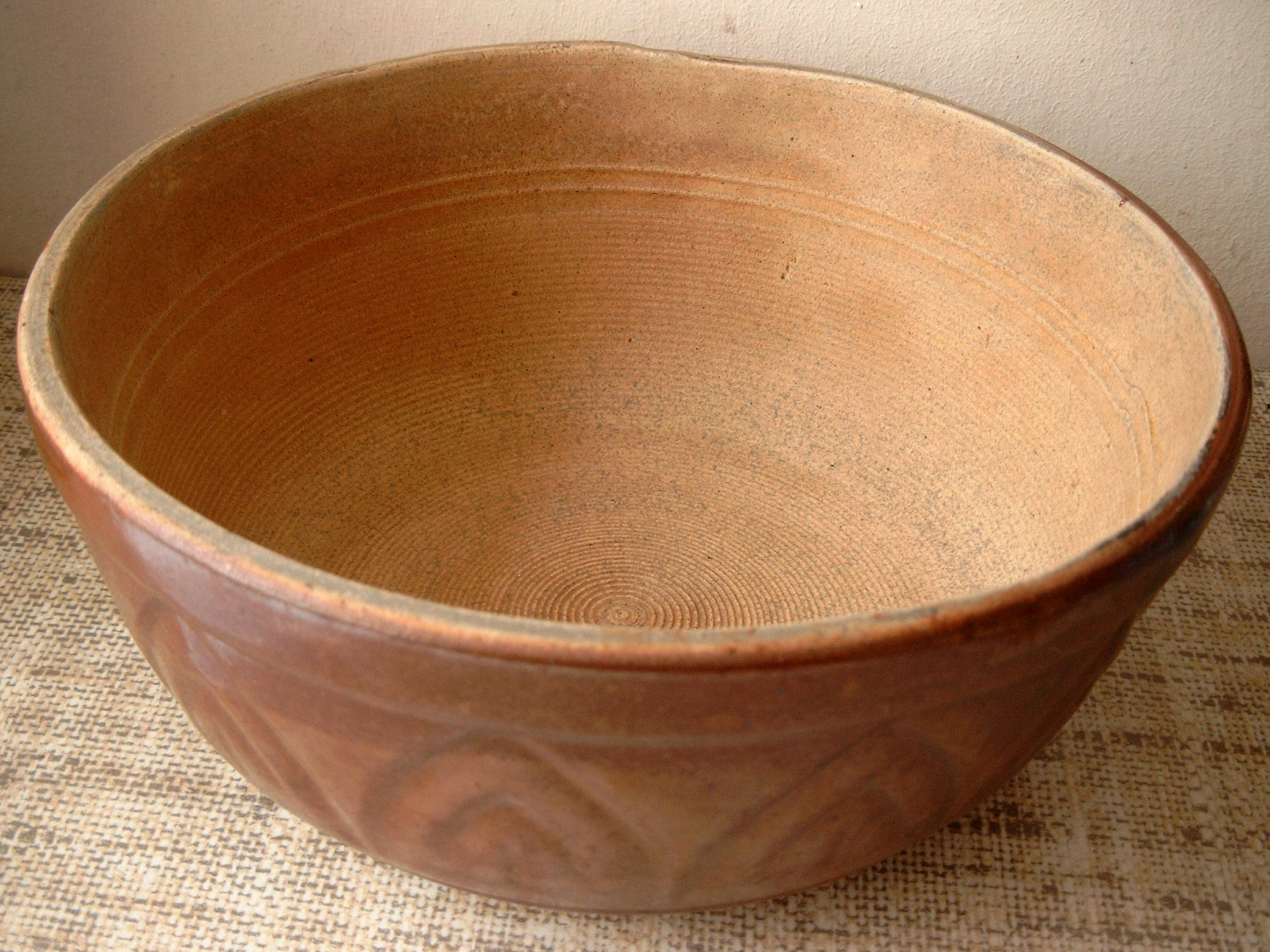
En terre cuite.
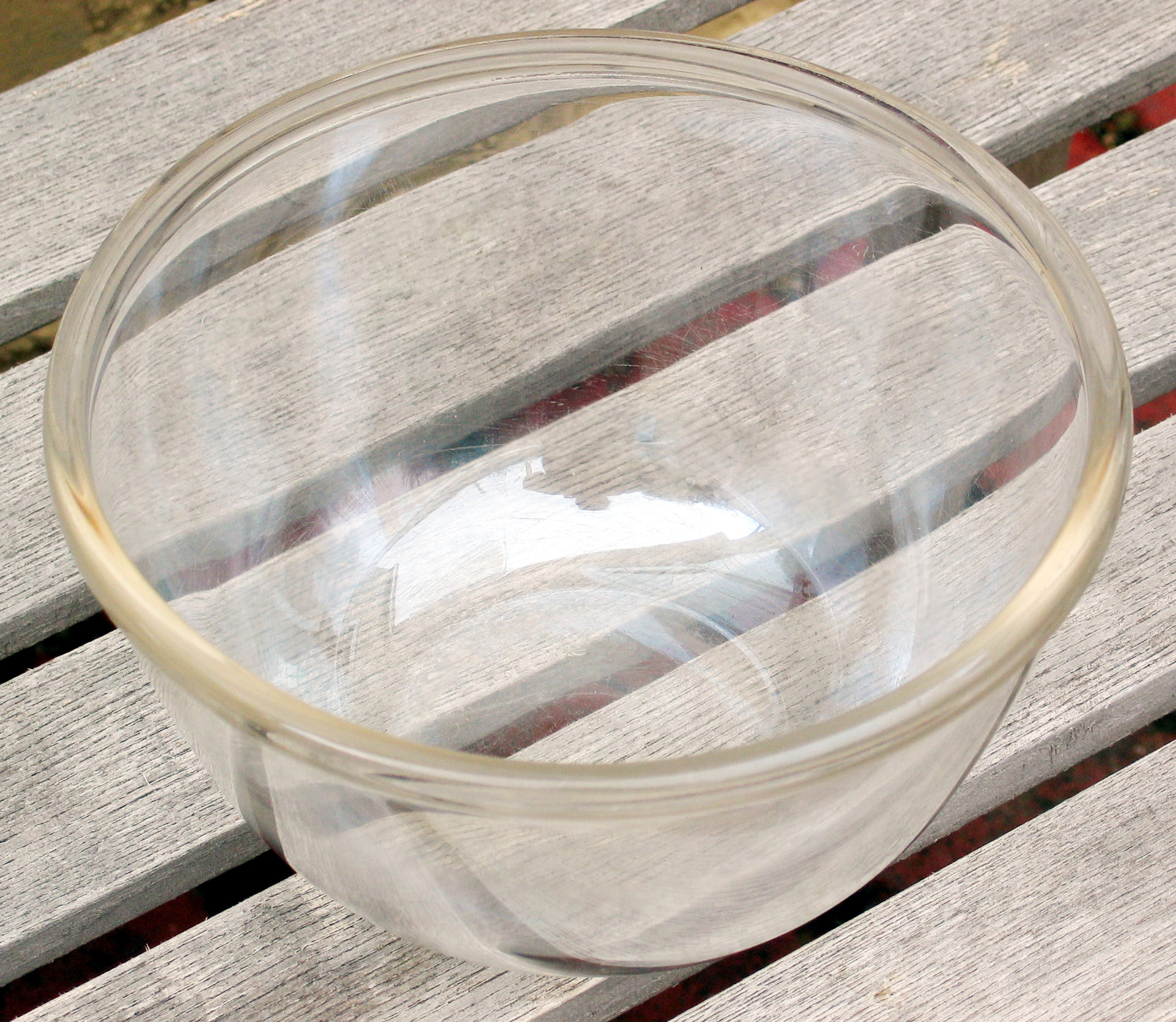
En pyrex.
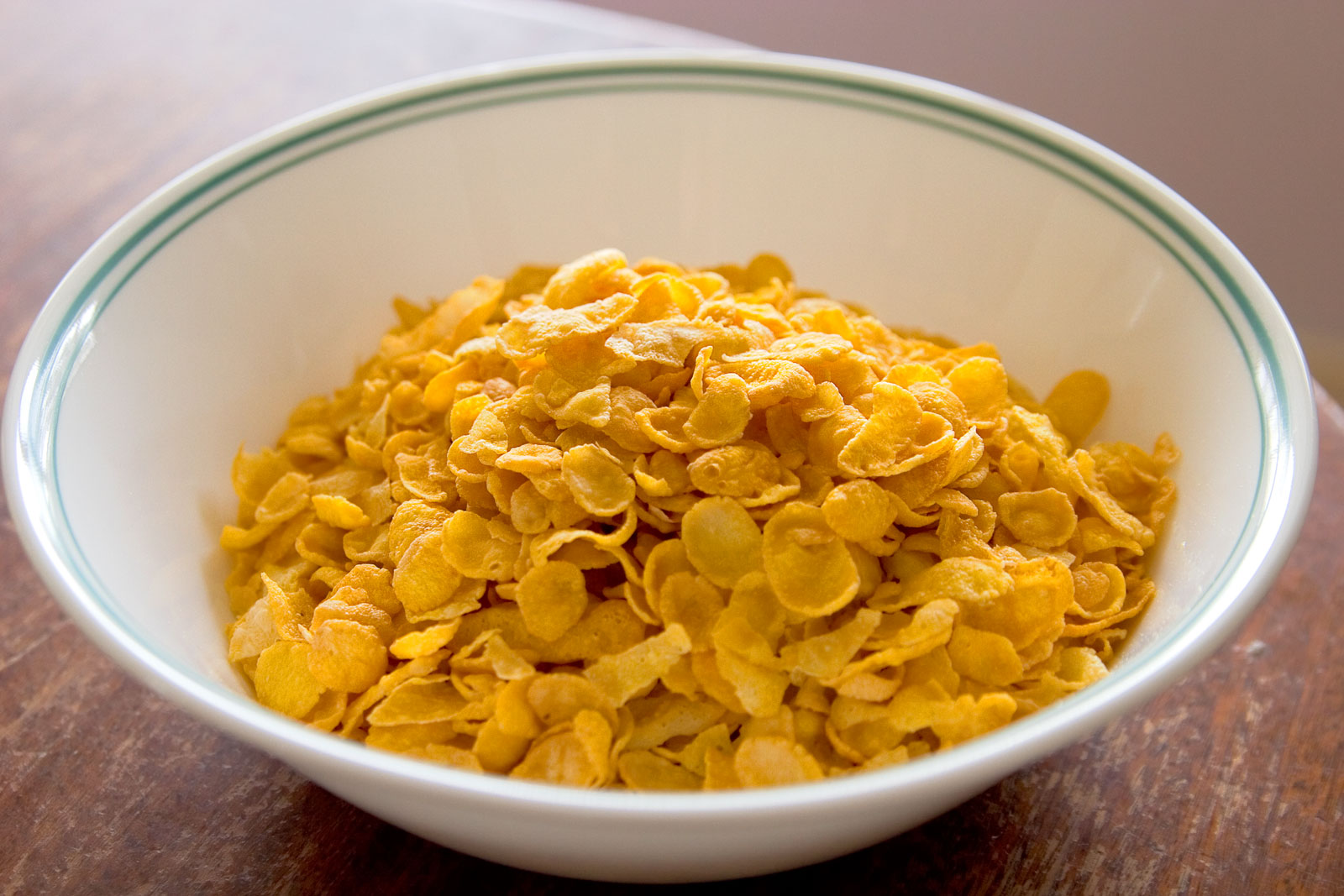
Bol récent en porcelaine, céréales.
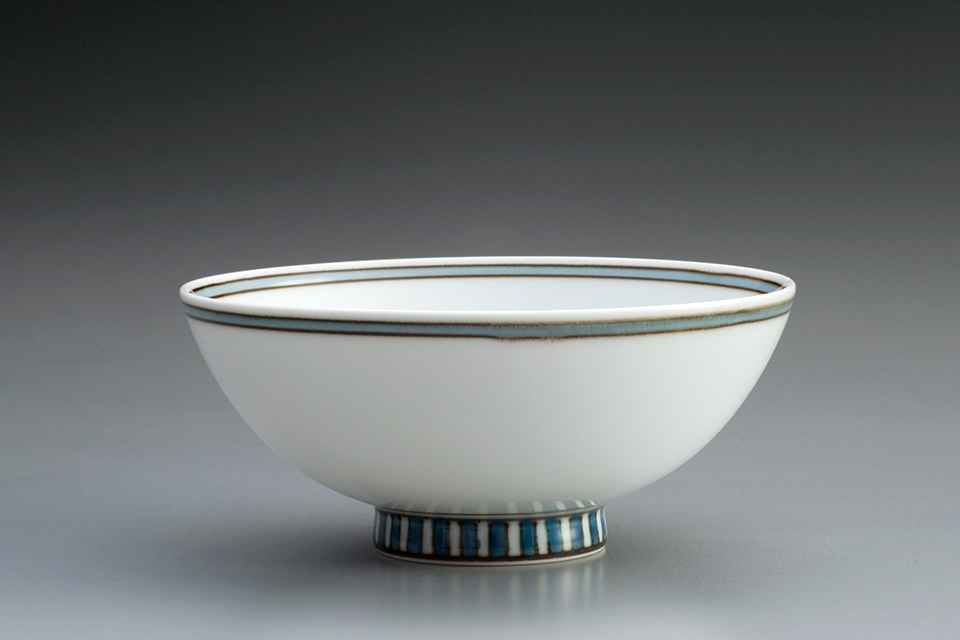
Bol à riz japonais.